# Tchoulychman
Le Tchoulychman (en russe : Чулышман) est une rivière de Russie, qui se jette dans le lac Teletskoïe en République de l'Altaï dans le sud-ouest de la Sibérie. Le lac Teletskoïe se déverse dans la rivière Biia, qui donne elle-même naissance au fleuve Ob. La rivière marque la limite occidentale de la réserve naturelle de l'Altaï.  

## Géographie

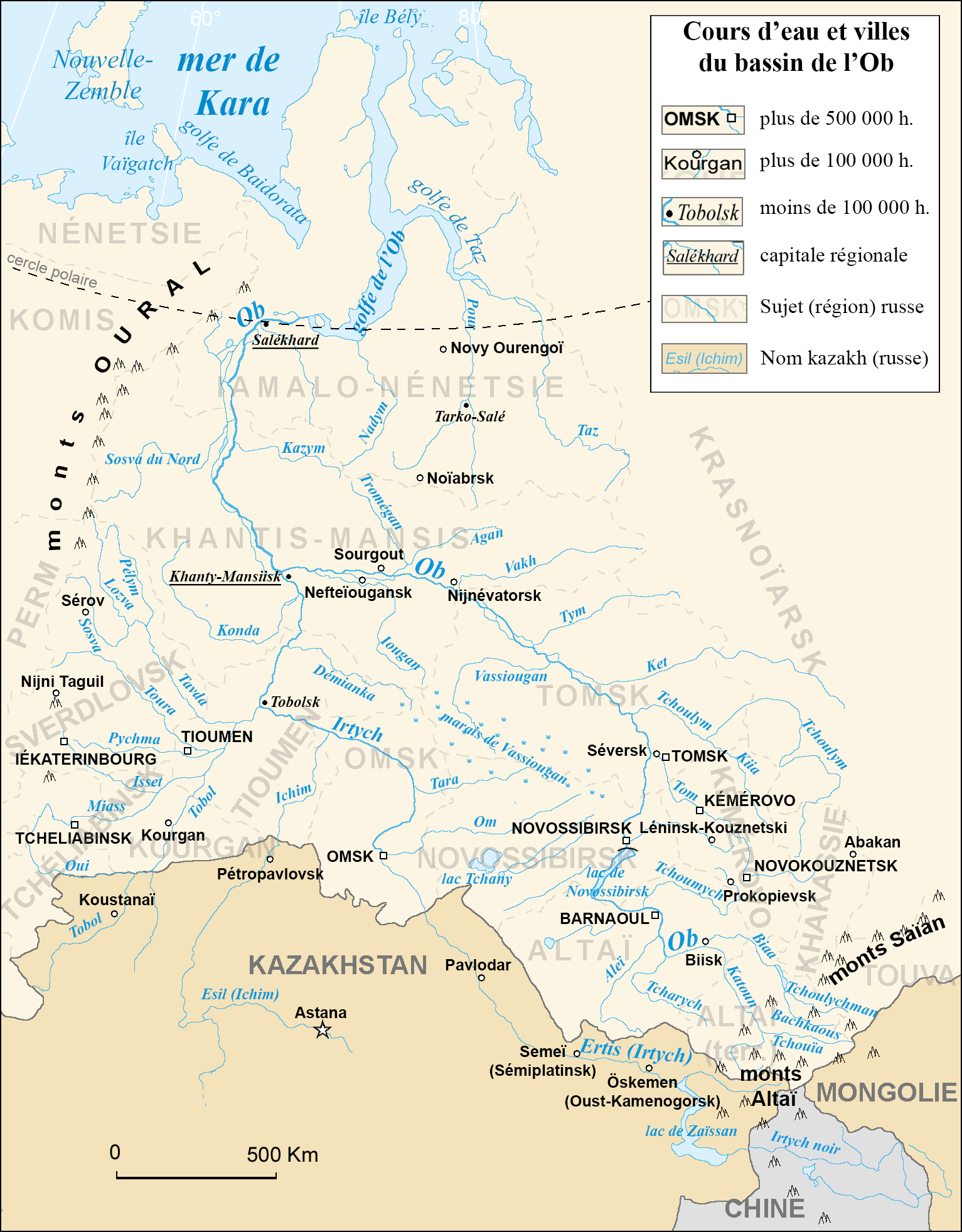
Carte des principaux cours d'eau du bassin de l'Ob. Le Tchoulyman se trouve dans l'angle inférieur droit du schéma.

Longue de 241 km, La rivière prend sa naissance du lac Djouloukoul (Джулукуль), d'une superficie de 29,5 km2, qui se trouve dans l'est des montagnes de l'Altaï à 2 300 mètres d'altitude, sur les pentes d'un massif qui culmine à 3 500 mètres. La source a été découverte par l'expédition de Tchikhatchov de 1842. La rivière draine un bassin de 16 800 km2 et a un débit moyen de 160 m3/s. La rivière gèle de fin octobre-début décembre à mi-avril / début mai. Les hautes eaux ont lieu de mai à mi-août.

## Affluents
- Le Bachkaous[3] (rg[note 1])
- La Tchoultcha (rd)

## Hydrologie
Le Tchoulychman est un cours d'eau très irrégulier. Rivière alimentée en majeure partie par la fonte des neiges et des glaces, le Tchoulychman est un cours d'eau de régime nivo-glaciaire.

### Le Tchoulychman à Balykhtcha
Son débit a été observé pendant 68 ans (durant la période 1930-2000) à Balykhtcha, petite localité située à 10 kilomètres en amont de son embouchure dans le lac Teletskoïe. 
À Balykhtcha, le débit inter annuel moyen ou module observé sur cette période était de 160 m3/s pour une surface de drainage de 16 600 km2, soit près de 99 % du bassin versant de la rivière.
La lame d'eau écoulée dans ce bassin versant se monte ainsi à 304 millimètres par an, ce qui peut être considéré dans l'absolu comme moyennement élevé, mais est en fait fort inférieur à d'autres cours d'eau de la région des montagnes du sud sibérien. 
Les hautes eaux se déroulent du printemps au milieu de l'été, du mois de mai au mois d'août inclus, avec un sommet bien net en juin, ce qui correspond au dégel et à la fonte progressive des neiges et des glaces. Dès le mois de juillet le débit baisse progressivement, et cette baisse se poursuit tout au long de l'été puis de l'automne. En novembre, le débit de la rivière plonge, ce qui constitue le début de la période des basses eaux. Celle-ci a lieu de décembre à avril inclus et correspond à l'hiver et aux puissantes gelées qui envahissent toute la Sibérie. 

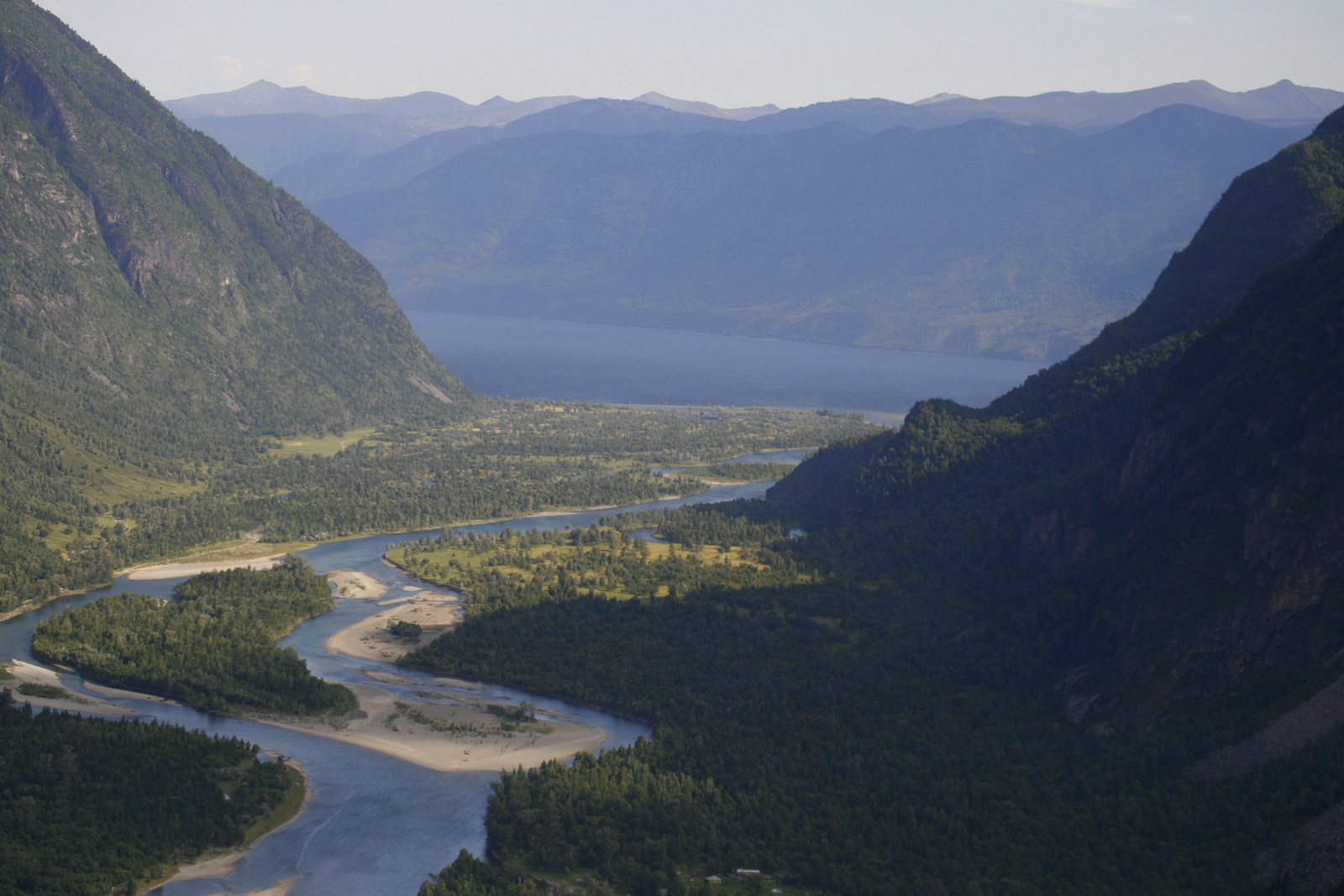
Delta dans le Teletskoïe.

### Étiage ou basses eaux
Le débit moyen mensuel observé en mars (minimum d'étiage) est de 15,9 m3/s, soit moins de 3 % du débit moyen du mois de juin (564 m3/s, ce qui témoigne de l'amplitude très importante des variations saisonnières. 
En ce qui concerne la période libre de glaces (de mai à septembre inclus), le débit minimal observé a été de 68,2 m3/s en septembre 1945, ce qui restait plus qu'appréciable.

### Crues
Sur la durée d'observation de 58 ans, le débit mensuel minimal a été de 4,41 m3/s en mars 1940, tandis que le débit mensuel maximal s'élevait à 1 370 m3/s en juin 1966.